# Centro Termolúdico Caldea
El Centro Termolúdico Caldea es un balneario de aguas termales situado en las proximidades del río Valira en el núcleo urbano de Las Escaldas-Engordany (Andorra).

## Historia
A lo largo del siglo XX en Las Escaldas-Engordany está la utilización del agua caliente dio lugar a la construcción de los primeros hoteles-balnearios. Entre los años 1930 y 1940 se vivió el cambio más profundo, con el gran desarrollo comercial y la sustitución de un turismo minoritario por la masificación del turismo comercial.
En el año 1984 se empezó a plantear la creación de un centro termal y lúdico que aprovechase el principal recurso natural de la zona, el agua caliente, y se plantease como elemento identificador y vertebrador de un desarrollo más diversificado. 
El Centro Termolúdico abrió sus puertas en marzo de 1994. El proyecto ha sido diseñado por el arquitecto francés Jean-Michel Ruols y es fruto de la voluntad del común (ayuntamiento) de Las Escaldas-Engordany de utilizar la riqueza de las aguas termales de su territorio con una filosofía distinta a la de los tradicionales balnearios: el termoludismo. El concepto era totalmente innovador y huye de la utilización terapéutica de las aguas termales.

## Edificio
El centro se encuentra en un edificio de diseño vanguardista que llama la atención por sus formas y su original torre de 80 metros de altura (es el edificio más alto de Andorra).
En el interior se encuentra una gran sala principal con los baños principales, y de esta parten otras estancias con diferentes tipos de baños; romano, escandinavo y baño al aire libre. Además cuenta con una zona de saunas y una sala de masajes.
También se realizan espectáculos de luz y sonido en la sala principal, tiene 10 plantas.

## El termoludismo
El termoludismo es la utilización de las propiedades y los beneficios del agua termal para descansar, recuperar la vitalidad y el bienestar. El agua a distintas temperaturas procura una verdadera gimnasia tonificante para el cuerpo y las aguas termales ayudan al reequilibrio psíquico

## El agua termal
En la composición química del agua de Caldea se puede apreciar su riqueza en elementos minerales :
SODIO (Na) 36 mg/l, SULFATOS (SO4) 21 mg/l, CALCIO (Ca) 4,1 mg/l, CLORUROS (CL) 6 mg/l, FLUORURO (F) 3,8 mg/l, POTASIO (K) 2 mg/l, SILICIO (Sio2) 36 mg/l, HIERRO (F) 0,1 mg/l, MAGNESIO (Mg) menos de 0,1 mg/l, ALUMINIO (Al) 0,04 mg/l, AMONIOS (NH4+) 0,1 mg/l.